# ناحیه سنت ماری، شهرستان هنکاک، ایلینوی
ناحیه سنت ماری (به انگلیسی: St. Mary's Township) یک منطقهٔ مسکونی در ایالات متحده آمریکا است که در شهرستان هنکاک، ایلینوی واقع شده‌است. ناحیه سنت ماری ۱۶۴ متر بالاتر از سطح دریا واقع شده‌است.